# Dix-Sept Provinces
XVe – XVIe siècle
Entités précédentes :
- multiples

Entités suivantes :
- Pays-Bas espagnols
- Provinces-Unies

Les « Dix-Sept Provinces » sont les seigneuries ayant constitué, à la fin du Moyen Âge et à la Renaissance, les Pays-Bas bourguignons puis les Pays-Bas espagnols, territoires correspondant aujourd'hui à la majeure partie de la Belgique, des Pays-Bas, du Luxembourg et du Nord de la France (l'ancienne région Nord-Pas-de-Calais).

## Histoire

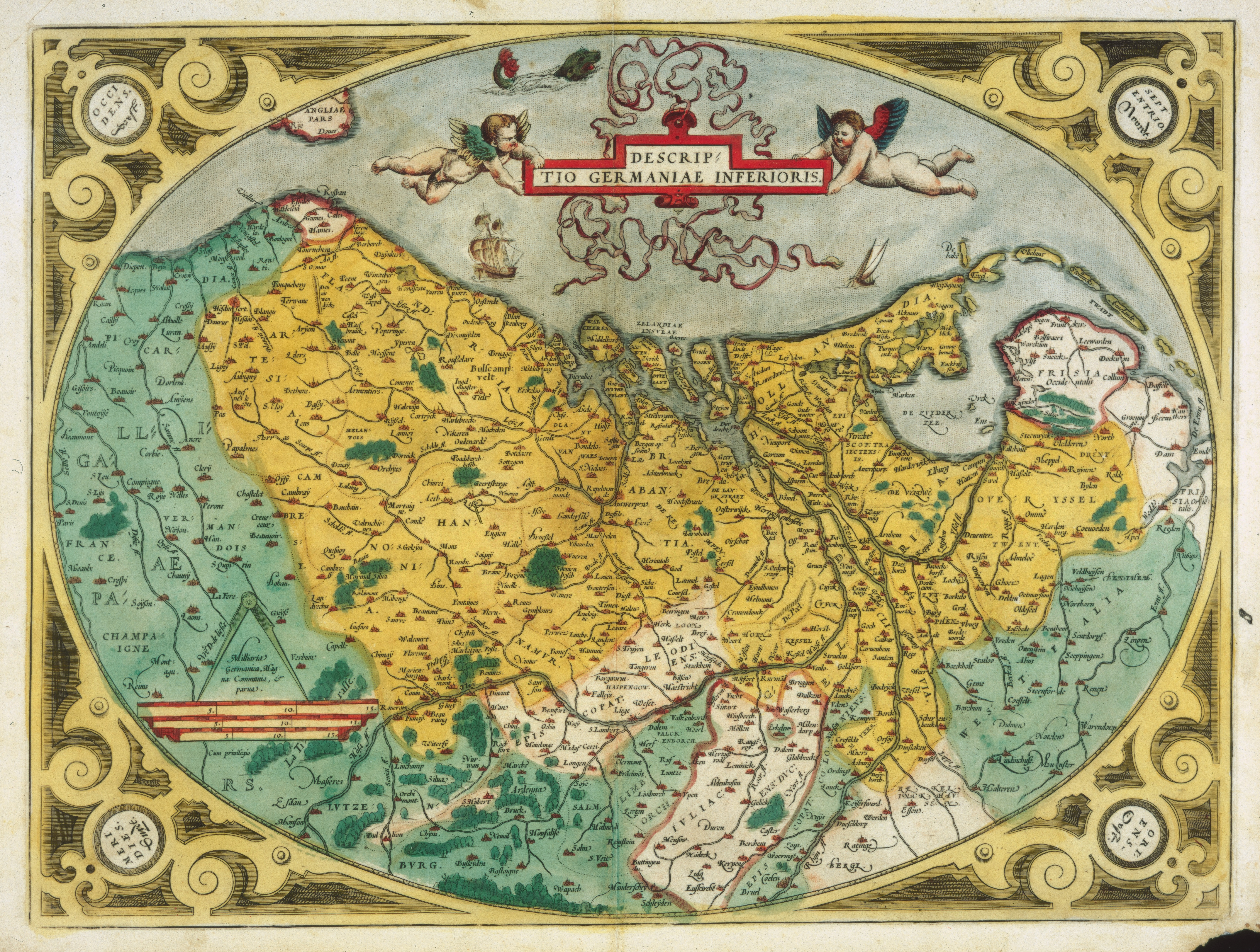
Carte d'Abraham Ortelius de 1573, l'une des plus anciennes cartes montrant les Pays-Bas

Cette appellation apparaît à la fin du XVe siècle dans les territoires ayant été regroupés, depuis la fin du XIVe siècle, par les ducs de Bourgogne de la maison de Valois. Elle se répand surtout au XVIe siècle après l'acquisition par Charles Quint des seigneuries d'Utrecht, d'Overijssel et de Groningue (en). Cet ensemble géographique est également désigné, à l'époque, par les noms de « Bourgogne » ou de « Flandres », avant que ne s'imposent progressivement les termes « Pays-Bas » et Belgica.
Seigneuries relevant du Saint-Empire romain, les Dix-Sept Provinces sont unies, dès 1512, avec la Franche-Comté, au sein du cercle impérial de Bourgogne ; le traité de Madrid (1526), confirmé par la Paix des Dames (1529), y ajoute l'Artois et la Flandre royale, car cédés par la France à l’Empire ; la transaction d’Augsbourg (1548) amène l’élargissement du cercle à la Gueldre, Zutphen, Overijssel, Groningues et Utrecht. Leur unité politique est avalisée par la Pragmatique Sanction de Charles Quint de 1549, qui fixe que les Provinces doivent à jamais demeurer unies sous une même couronne.
Lors de son abdication en 1555, l'empereur lègue son titre de « duc de Bourgogne », et tous les titres belgiques qui vont avec, à son fils Philippe, futur roi d'Espagne et qui, à la différence de ces prédécesseurs, a été élevé dans la péninsule Ibérique et non dans les Provinces. La mésentente avec ses sujets du Nord ouvre une période de guerre civile connue sous le nom de guerre de Quatre-Vingts Ans, qui aboutit à la sécession des sept provinces septentrionales, qui forment en 1581 la république des Provinces-Unies. L'emploi de l'appelation « Dix-Sept Provinces » reste néanmoins fréquent, dans les siècles suivants, pour évoquer l'aire géographique et culturelle (voire le souhait d'une réunion politique) des Pays-Bas historiques.

## Dénomination
Le nombre de délégations dans les États généraux des Pays-Bas n'a pas toujours été de « dix-sept ». Il a toujours été approximatif : les États généraux n'ont jamais indiqué quels étaient précisément les dix-sept États. Les ducs de Bourgogne n'ont pas non plus indiqué d'une façon constante quelles étaient les dix-sept seigneuries qu'ils avaient réunies dans leur union personnelle (une seigneurie pouvant parfois être considérée comme dépendante d'une autre). Le nombre « dix-sept » est néanmoins, dès le règne de Philippe le Bon (1419 – 1467), un nombre symbolique dans la figuration de l'union personnelle autour des ducs (l'État bourguignon).

## Liste des territoires
Pour diverses raisons, il est donc assez malaisé d'établir avec précision quelles étaient les dix-sept provinces. D'abord, l'étendue et les limites de cet ensemble territorial n'ont cessé de fluctuer au cours des XVe et XVIe siècles. De plus, lors de la convocation des délégations provinciales pour les États généraux, on faisait passer les délégués suivant un ordre de préséance féodal, ce qui compliquait souvent l'organisation des sessions en raison des intrications et enclavements des différentes seigneuries les unes dans les autres. En 1581, Lodovico Guicciardini cite, dans sa Description de l'ensemble des Pays-Bas :
1. le duché de Brabant et de Lothier (comprenant les comtés de Louvain et de Bruxelles, les abbayes de Nivelles et de Gembloux) ;
2. le duché de Limbourg (comprenant les comtés de Dalhem et de Fauquemont et la seigneurie de Rode-le-Duc) ;
3. le duché de Luxembourg ;
4. le duché de Gueldre ;
5. le comté de Flandre (comprenant la Flandre romane, soit les châtellenies de Lille, Douai, Orchies, ainsi que la ville et le pays de Tournai) ;
6. le comté d'Artois (comprenant le comté de Saint-Pol) ;
7. le comté de Hainaut ;
8. le comté de Hollande ;
9. le comté de Zélande ;
10. le comté de Namur ;
11. le comté de Zutphen ;
12. le marquisat d'Anvers (ou « marquisat du Saint-Empire ») ;
13. la seigneurie de Frise (en) ;
14. la seigneurie de Malines ;
15. la ville et le pays d'Utrecht ;
16. la seigneurie d'Overijssel (comprenant Drenthe) ;
17. la ville et le pays de Groningue (Ommelanden).

En 1588, le même Guicciardini fait remarquer dans une réédition de son ouvrage que le marquisat d'Anvers fait partie du Brabant et que Zutphen fait partie de la Gueldre et qu'il faudrait plutôt compter à leur place Tournai, Valenciennes et encore d'autres principautés. Cependant, il considère sa liste initiale comme correcte, car correspondant à l'usage commun. Elle ne fait en effet que reprendre l'énoncé des titres belgiques du souverain dans les actes de chancellerie. On la retrouve également dans le Leo Belgicus de 1583. Il en existe cependant d'autres, souvent sans Anvers et Zutphen mais avec la Flandre romane, le Tournaisis ou le Valenciennois.
On peut encore ajouter à ces listes d'autres territoires comme la Drenthe, le comté de Lingen, Wedde et Westerwolde.

## Chronologie

Carte des Pays-Bas bourguignons en 1477 (en niveau d'orange).

La carte ci-contre reprend une autre variante des 17 provinces communément admises (cf. n˚ entre parenthèses ci-dessous).
Les ducs de Bourgogne acquièrent :
- 1384 : les comtés d'Artois (5) et de Flandre (9), la seigneurie de Malines (15),
- 1418 : les châtellenies de Péronne, Montdidier et Roye (Picardie),
- 1427 : le comté de Namur (8),
- 1428 : les comtés de Hainaut (6), de Zélande (10), et de Hollande (7),
- 1430 : les duchés de Brabant (1) et de Limbourg (3), le marquisat d'Anvers (12),
- 1435 : les autres villes de la Somme (Picardie),
- 1443 : le duché de Luxembourg (4),
- 1473 : le duché de Gueldre (2), le comté de Zutphen (11).

Les villes de la Somme (Picardie) sont perdues au profit de la France en 1477.
Charles Quint y ajoute :
- 1518 : les enclaves de Mariembourg, de Philippeville et de Charlemont,
- 1521 : le Tournaisis,
- 1523 : la Frise occidentale (13)
- 1528 : la principauté épiscopale d'Utrecht (17), l’Overijssel[8] (16),
- 1536 : Groningue — c'est-à-dire la ville et les alentours (Ommelanden) —[8] (14), et Drenthe (16),
- 1543 : Cambrésis ; Gueldre (2)[8] et Zutphen (11)[8], par le Traité de Venlo.

Plus tard, les seigneuries de Tournai et le Tournaisis sont souvent nommées comme une (ou deux) des provinces. Le marquisat d'Anvers est lui rattaché au Brabant et n'est plus considéré comme une province à part entière. Zutphen devient intégré à la Gueldre, tout comme le duché de Limbourg au duché de Brabant. À l'inverse, la Flandre « gallicante » (châtellenies de Lille, Orchies et Douai), est de plus en plus perçue comme une province à part entière.
Les principautés ecclésiastiques relevant du cercle du Bas-Rhin-Westphalie, Liège et Stavelot-Malmedy (en vert sur la carte), dont la succession n'était pas héréditaire, ne seront unies aux Pays-Bas qu'en 1795, après la Révolution française (Premier Empire français puis royaume uni des Pays-Bas).

## Scission

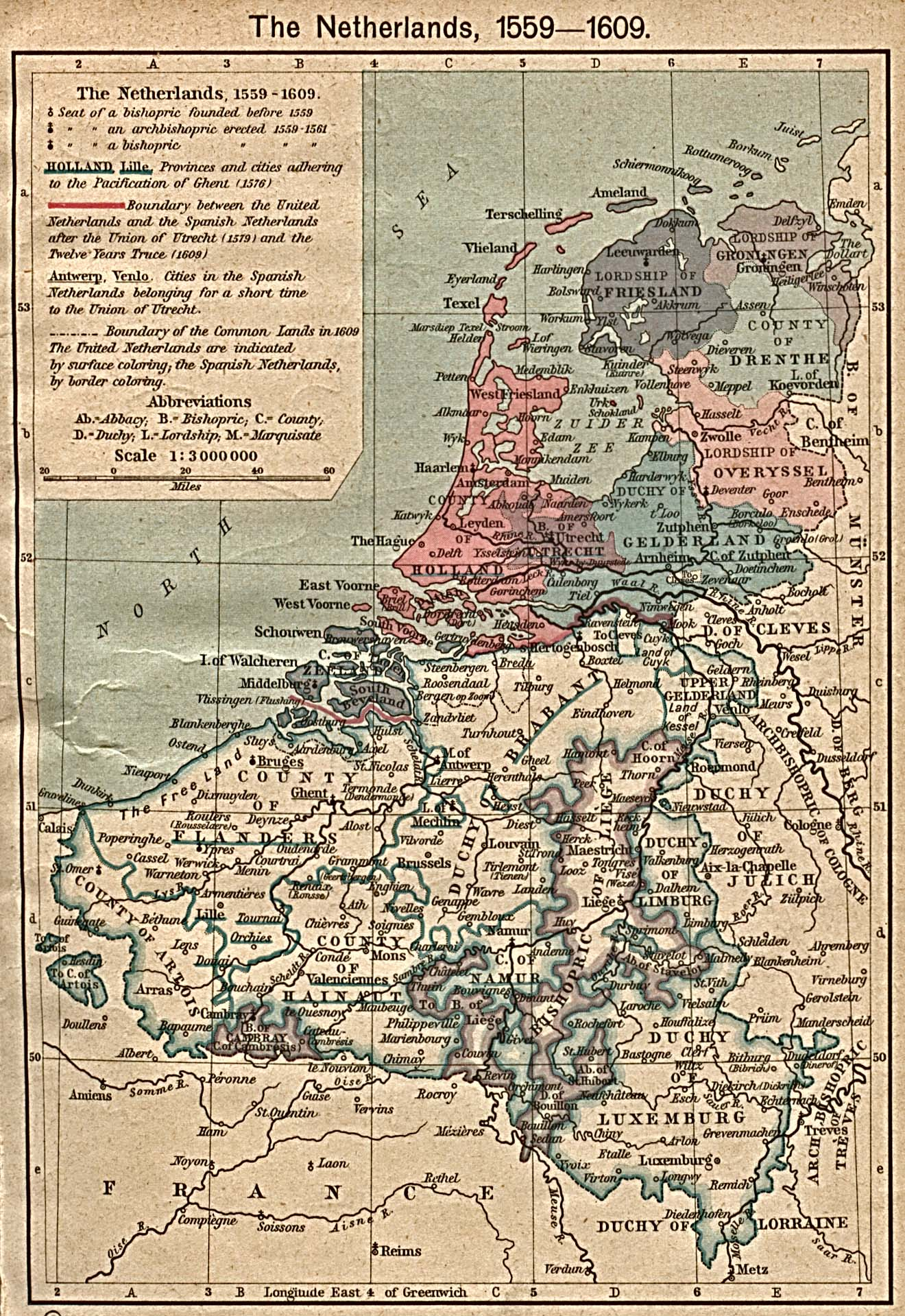
Les Dix-Sept Provinces en 1559-1608 (sécession des 7 provinces du nord).

Les Dix-Sept Provinces sont divisées par la trêve d'Anvers (1609) et forment, dès lors, deux ensembles distincts :
- les sept provinces du nord prirent leur indépendance sous le nom de Provinces-Unies : Hollande, Zélande, Utrecht, Gueldre, Overijssel, Frise, Groningue (avec Drenthe) ;
- les dix provinces du sud (Pays-Bas méridionaux) demeurent rattachés à la couronne d'Espagne : Flandre (avec Tournai et le Tournaisis), Artois, Malines, Anvers, Hainaut, Namur, Brabant, Limbourg et Luxembourg (plusieurs territoires sont par la suite annexés par Louis XIV, et d'autres forment, à partir de 1713, les Pays-Bas autrichiens, jusqu'à l'occupation française en 1795).

Une réunion partielle (sans la Flandre française, le Hainaut français et l'Artois mais avec la principauté de Liège) a lieu en 1815 lors de la création du royaume uni des Pays-Bas, mais elle prend fin quinze ans plus tard avec la révolution belge de 1830 et la création du royaume de Belgique.

## États provinciaux
Il s'agit des organes représentatifs de chacune des dix-sept provinces de l'ensemble territorial.

## Source partielle
- Marie-Nicolas Bouillet  et Alexis Chassang (dir.), « Dix-Sept Provinces » dans Dictionnaire universel d’histoire et de géographie, 1878 (lire sur Wikisource)